# Hörfunk in Frankreich
Der Hörfunk in Frankreich zeichnet sich durch ein duales System aus. Dem öffentlich-rechtlichen Radio France mit mehreren Senderketten steht eine Vielzahl kommerzieller oder anderweitig finanzierter Sender gegenüber. Sowohl Radio France als auch die anderen Stationen bieten überregionale und regionale bzw. lokale Dienste an. Im Folgenden wird das Hörfunkwesen im europäischen Teil Frankreichs behandelt; bestehende und historische französische Sender in Übersee, Nordafrika etc. wurden ausgespart.

## Allgemeines
Die Hörfunkrezeption in Frankreich und damit die Einschaltquotenstruktur nach Formaten unterscheidet sich von der Situation in Deutschland erheblich. In Frankreich hat bis heute das Wort einen höheren Anteil an der Hörfunknachfrage als in Deutschland, entsprechend die Musik einen geringeren. Des Weiteren ist die Hörfunknachfrage insgesamt, also Wort- und Musikprogramme zusammen, höher als in Deutschland. Dementsprechend sind vor allem die sogenannten radios généralistes, die meist landesweit senden und ein breit gefächertes Informations- und Unterhaltungsprogramm anbieten, die meistgehörten Sender. Darunter befinden sich mit RTL, RMC und Europe 1 einerseits und France Inter und France Info andererseits sowohl privat-rechtliche als auch öffentlich-rechtliche Anstalten.
Die werbefinanzierten Sender unter den radios généralistes haben ihren Ursprung in einer Zeit, als die Veranstaltung kommerziellen Hörfunks in Frankreich nicht genehmigungsfähig war und der französische Staat das Rundfunkmonopol beanspruchte (1945 bis 1981); aufgrund ihrer geographischen Lage (am Rande des Staatsgebiets) sind sie als postes périphériques bekannt. Sie nutzten vor allem starke Langwellen- und Mittelwellensender, um möglichst weit nach Frankreich hinein senden zu können. (Die Funkhäuser einiger dieser Hörfunkanstalten, namentlich von Europe 1, befanden sich gleichwohl in Paris; RTL produzierte meist in Paris und nur stundenweise in Luxemburg.) Die Popularität der postes périphériques führte dazu, dass lange Zeit der Radioempfang insbesondere über Langwelle großen Zuspruch fand, während sich das UKW-Netz im Vergleich mit Deutschland schleppend entwickelte. Das erheblich größere Staatsgebiet war ein weiterer Grund für den zunächst lückenhaften Ausbau der UKW-Präsenz selbst der öffentlich-rechtlichen Programme. Französische Automobile waren in der Regel so konstruiert, dass alle Funktionseinheiten langwellenentstört waren.
Die radios généralistes sind mit dem deutschen Begriff „Vollprogramm“ unzureichend beschrieben; ihr Programmschema weicht stark von dem ab, was im deutschsprachigen Raum üblich ist. Ein Großteil des Programms besteht aus Talk-Sendungen beziehungsweise Sendungen mit Hörerbeteiligung (Call-In-Sendungen). Nachrichten, Hintergrundsendungen, Interviews, Comedy- und Spielshows nehmen ebenfalls breiten Raum ein. Auffällig sind die Einschaltquoten: Obwohl ihre Programme für deutsche Hörgewohnheiten weniger unterhaltsam wirken (d. h. wortlastiger sind, mit langen O-Tönen und diese früher oft in Telefonqualität), sind die radios généralistes bis heute populärer als reine Musiksender. Das radio généraliste des öffentlich-rechtlichen Rundfunks, das seit 1963 ausgestrahlt wird, ist France Inter, das zuletzt – erstmals nach Jahrzehnten – vor RTL zum meistgehörten Hörfunkprogramm Frankreichs aufstieg.
Im Jahr 1994 wurde in Frankreich eine allgemeine Quote für den Anteil der französischen Musikproduktionen an der zwischen 6.30 und 22.30 Uhr insgesamt gesendeten Musik eingeführt. Mindestens 60 % der Sendezeit müssen mit Produktionen europäischer Künstler bestritten werden, insgesamt mindestens 40 % mit Produktionen von französischen Künstlern. Die Regel gilt nicht für Sender, die klassische Musik oder Programme für die in Frankreich lebenden ethnischen Minderheiten ausstrahlen. Die Förderung der französischen Interpreten ist Teil einer Politik, die sich unter dem Schlagwort der l’exception culturelle française auch auf das Fernsehen und das Kino erstreckt (décret Tasca vom 17. Januar 1990).

## Öffentlich-rechtliche Sender
Die öffentlich-rechtliche Anstalt Radio France strahlt sieben Programme aus. Die Einschaltquoten beziehen sich auf die Daten von „Médiametrie“ für das erste Halbjahr von 2015. Die Angaben entsprechen dem weitesten Hörerkreis („mindestens einmal tagsüber gehört“)
| Name des Senders | Genre | Marktanteil |
| ---------------- | --- | ----------- |
| France Inter     | aktuelle Berichterstattung, Reportagen, Talk, Magazinsendungen, Musik | 10,6        |
| France Info      | Nachrichten (Politik, Wirtschaft, Sport, Kultur, Wetter, Umwelt, Gesundheit) | 8,1         |
| France Bleu      | Unterhaltungs- und Informationsprogramm überwiegend im Stil der Magazinsendung mit überregionalem und regionalem Bezug, Regionalprogramme, Sendungen in Regionalsprachen; nur einige Teile des Programms sind landesweit einheitlich | 7,5         |
| France Culture   | Kultur, Wissenschaft, Gesellschaft | 2,3         |
| France Musique   | Klassische Musik und Kultur | -           |
| FIP              | Jazz, Pop, Chanson, Weltmusik, Klassik | -           |
| Le Mouv´         | aktuelle Chartmusik, Rap etc. | 1,0         |

Das reine Klassikprogramm France Vivace wurde Ende August 2010 eingestellt.

## Privatsender

### Postes périphériques
(Einschaltquote im ersten Halbjahr 2015):
| Name des Senders | Marktanteil (in %) |
| ---------------- | ------------------ |
| RTL              | 12,1               |
| Europe 1         | 9,2                |
| RMC              | 7,8                |

Als postes périphériques werden in Frankreich traditionell jene Stationen bezeichnet, die über starke Langwellen- oder Mittelwellensender vom angrenzenden Ausland auf Französisch werbefinanzierte populäre Informations- und Unterhaltungsprogramme nach Frankreich sendeten. Dies waren insbesondere Radio Luxembourg (RTL), Radio Europe N° 1 (Europe 1), Radio Monte Carlo (RMC), Sud Radio und Radio Andorre. Seit der Aufhebung des staatlichen Sendemonopols während der Präsidentschaft François Mitterrands in den 1980er Jahren konnten diese Sender Lizenzen zum Betrieb lokaler UKW-Sender auf französischem Territorium erwerben, was in einigen der genannten Fälle nahezu flächendeckend geschah, sodass das Sendegebiet über die ursprüngliche Zielregion (RTL und Europe 1 Nord- und Nordostfrankreich, RMC Süd- und Südostfrankreich) ausgeweitet werden und zugleich auf die störanfällige Ausstrahlung auf Lang- und Mittelwelle verzichtet werden konnte.

### Musiksender
Die Senderketten strahlen ihre Programme landesweit über UKW aus:
Die Sender für die junge Zielgruppe (14 bis 29 Jahre) haben dabei einen größeren Höreranteil als die der erwachsenen und älteren Zielgruppe (30 +). Vor allem Sender wie NRJ und Fun Radio genießen beim jungen Publikum große Beliebtheit, da sie im ganzen Land auch Konzerte und Partys veranstalten.
| Name des Senders | Genre                                        | Marktanteil (in %) |
| ---------------- | -------------------------------------------- | ------------------ |
| NRJ              | aktuelle Chartmusik                          | 11,8               |
| Fun Radio        | Dance, RnB                                   | 6,7                |
| Skyrock          | Rap, RnB                                     | 6,6                |
| Europe 2         | Pop, Rock, Elektro                           | 4,5                |
| Nostalgie        | französische/internationale Chansons         | 5,5                |
| RFM              | größte Hits aus 70ern, 80ern, 90ern, 200ern  | 4,6                |
| Chérie FM        | größte Hits aus 70ern, 80ern, 90ern, 2000ern | 4,5                |
| RTL2             | Mix aus Pop und Rock                         | 4,3                |
| MFM Radio        | ausschließlich französischsprachige Musik    |                    |
| Rire & Chansons  | Sketche und Chansons                         | -                  |

### Weitere Sender
Siehe unten Région parisienne. Zahlreiche der dort genannten Sender sind auch in anderen Landesteilen empfangbar.

## Région parisienne
Insbesondere in Paris und seinem Umland sendet eine Vielzahl von Hörfunkstationen auf UKW, darunter zahlreiche Sparten- und Minoritätensender wie TSF Jazz, Radio Classique, Radio Orient, Beur FM, Espace FM, Radio Shalom, Fréquence Protestante, Radio Notre Dame etc., die in anderen Landesteilen nicht flächendeckend auftreten. Nirgends in Frankreich ist die Senderdichte so hoch wie in Paris.
MHz    Sendername
- 87,6 France Inter (Radio France)
- 87,8 France Inter (Radio France)
- 88,2 Générations
- 88,6 Radio Soleil
- 89,0 Radio France Internationale (Radio France)
- 89,4 Radio Libertaire
- 89,9 TSF Jazz
- 90,4 Nostalgie
- 90,9 Chante France
- 91,3 Chérie FM
- 91,7 France Musique (Radio France)
- 92,1 Le Mouv' (Radio France)
- 92,6 Tropiques FM
- 92,9 RMP (reggae)
- 93,1 Aligre FM; Cause Commune; Radio Pays
- 93,5 France Culture (Radio France)
- 93,9 Radio Campus Paris; Vivre FM
- 94,3 Radio Orient
- 94,8 Judaiques FM; Radio J; Radio Shalom; RCJ
- 95,2 Ici et Maintenant; Néo
- 95,6 Radio Courtoisie
- 96,0 Skyrock
- 96,4 BFM Business
- 96,9 Voltage
- 97,4 Rire et Chansons
- 97,8 Ado FM
- 98,0 Radio Enghien
- 98,2 Radio FG
- 98,6 Radio Alfa
- 98,8 Espace FM (caribéen)
- 99,0 Radio Latina
- 99,5 AYP FM; France Maghreb
- 99,9 Sud Radio
- 100,3 NRJ
- 100,7 Fréquence Protestante; Radio Notre Dame
- 101,1 Radio Classique
- 101,5 Radio Nova
- 101,9 Fun Radio
- 102,3 Oui FM
- 102,7 MFM Radio
- 103,1 RMC
- 103,5 Virgin Radio
- 103,9 RFM
- 104,3 RTL
- 104,7 EUROPE 1
- 105,1 FIP (Radio France)
- 105,5 FRANCE INFO (Radio France)
- 105,9 RTL 2
- 106,3 Fréquence Paris Plurielle
- 106,7 Beur FM
- 107,1 France Bleu Île de France (Radio France)
- 107,5 Africa N° 1
- 107,7 Autoroute FM

## Geschichte
Am 24. Dezember 1921 begann der Poste de la Tour Eiffel (Eiffelturm-Radio), täglich Programme für die Allgemeinheit auszustrahlen, nachdem der Sender seit 1910 militärisch genutzt worden war. Am 6. November 1922 startete der Regelbetrieb des Privatsenders Radiola, der der Absatzförderung des gleichnamigen Rundfunkempfangsgerätes dienen sollte. So entstand in Frankreich von Anfang an ein duales Rundfunksystem. Dessen öffentliche Seite wurde von der Post-, Telegrafen- und Telefonverwaltung PTT getragen. Auf privater Seite kontrollierte u. a. der Eigentümer von Radio Toulouse, Jacques Trémoulet, eine Anzahl von Sendern.
Im Jahr 1945 nach dem Zweiten Weltkrieg erhielt die Radiodiffusion française (RDF, ab 1964 ORTF und ab 1975 Radio France) für fast 40 Jahre das Monopol für Rundfunksendungen, was die Entwicklung privater französischsprachiger Radios an der Peripherie Frankreichs, in Luxemburg, Andorra, Monaco, dem Saarland und Spanien, begünstigte (postes périphériques).

### Sender aus der Vorkriegszeit
Die folgende Liste ist nach öffentlich-rechtlich und privat-rechtlich geordnet.
| Sitz                    | Programm                               | Sendetätigkeit | Trägerschaft | Standort der Sendeanlage                            |
| ----------------------- | -------------------------------------- | -------------- | --- | --------------------------------------------------- |
| Paris                   | Poste de la Tour Eiffel                | 1921–          | öffentlich | Paris (Eiffelturm)                                  |
| Paris                   | Paris PTT                              | 1923–          | öffentlich | Villebon (1935)                                     |
| Lyon                    | Lyon La Doua                           | 1925–          | öffentlich | Tramoyes (1935)                                     |
| Toulouse                | Toulouse Pyrénées                      | 1925–          | öffentlich | Muret (1936)                                        |
| Marseille               | Marseille Provence                     | 1925–          | öffentlich | Realtor (1937)                                      |
| Bordeaux                | Bordeaux Lafayette                     | 1926–          | öffentlich | Carreire (1931); Néac (1940)                        |
| Grenoble                | Alpes-Grenoble                         | 1927–1939      | öffentlich | Grenoble                                            |
| Limoges                 | Limoges PTT                            | 1927–          | öffentlich | Limoges                                             |
| Rennes                  | Rennes PTT                             | 1927–          | öffentlich | Thourie (1936)                                      |
| Lille                   | PTT Nord                               | 1927–1939      | öffentlich | Camphin (1935)                                      |
| Montpellier             | Montpellier Languedoc                  | 1929–          | öffentlich | Montpellier (Hôtel des Postes)                      |
| Strasbourg              | Strasbourg PTT                         | 1930–1940      | öffentlich | Brumath                                             |
| Paris                   | Paris Mondial                          | 1931–          | öffentlich | Pontoise (1931); Rambouillet (1936); Allouis (1939) |
| Paris                   | Radio-Paris                            | 1933–          | öffentlich | Saint-Rémy (1931); Allouis (1939)                   |
| Nice                    | Nice PTT                               | 1936–          | öffentlich | Antibes (1936)                                      |
| Paris                   | Radiola/Radio-Paris (1924)             | 1922–1933      | privat (CSF-SFR) | Levallois; Clichy (1924); Saint-Rémy (1931)         |
| Caen                    | Normandie/Caen                         | 1923–1930      | privat | Caen                                                |
| Paris                   | Poste Parisien                         | 1924–1940      | privat (Dupuy) | Les Molières (1932)                                 |
| Lyon                    | Lyon                                   | 1924–          | privat (Laval) | Dardilly (1935)                                     |
| Agen                    | Agen                                   | 1924–          | privat (Trémoulet 1933) | Domaine de Monbran (1932)                           |
| Bordeaux                | Bordeaux Sud-Ouest                     | 1924–1940      | privat (Trémoulet ab 1930) | Château Birman, Cenon (1935)                        |
| Montpellier             | Montpellier                            | 1925–          | privat (Trémoulet ab 1935/39) | Montpellier                                         |
| Toulouse                | Toulouse                               | 1925–          | privat (Trémoulet) | Château de Saint Agnan (1933)                       |
| Strasbourg              | Strasbourg                             | 1925–1932      | privat (Amateurclub) | Strasbourg                                          |
| Mont-de-Marsan          | Mont-de-Marsan                         | 1925–1925      | privat (Amateurclub) | Mont-de-Marsan                                      |
| Paris                   | Radio LL                               | 1926–1935      | privat (Lévy) | Paris (rue de Javel)                                |
| Paris                   | Radio Vitus                            | 1926–1934      | privat (Vitus) | Paris (rue Damrémont)                               |
| Béziers                 | Béziers/Midi                           | 1926–1936      | privat (Bonnefous) | Béziers                                             |
| Fécamp                  | Normandie                              | 1926–1939      | privat (Legrand) | Louvetot (1938)                                     |
| Angers                  | Angers/Anjou                           | 1926–1927      | privat | Angers                                              |
| Biarritz                | Côte d'Argent                          | 1926–1928      | privat | Biarritz                                            |
| Limoges                 | Limoges                                | 1926–1927      | privat | Limoges                                             |
| Juan-les-Pins           | Juan-les-Pins/Côte d’Azur/Méditerranée | 1927–          | privat (Casino) | Juan-les-Pins (Casino)                              |
| Nîmes                   | Nîmes                                  | 1927–          | privat (Laval 1940) | Vauvert (1938)                                      |
| Paris                   | Poste de l'Île-de-France               | 1934–1940      | privat (Trémoulet) | Romainville                                         |
| Paris                   | Radio-Cité                             | 1935–1939      | privat (Bleustein) | Argenteuil (1937)                                   |
| Paris                   | Radio 37                               | 1937–1940      | privat (Prouvost) | Rueil-Malmaison                                     |
| „Peripherie“: Andorra   | Andorra                                | 1939–1981      | privat (Trémoulet) | Encamp, Andorra                                     |
| „Peripherie“: Luxemburg | Luxembourg                             | 1933–          | privat (CLR), während der deutschen Besatzung Luxemburgs (1940–1944) in den Sendebetrieb des Großdeutschen Rundfunks eingegliedert | Junglinster                                         |
| „Peripherie“: Monaco    | Monte Carlo                            | 1943–          | von der staatseigenen französischen Gesellschaft SOFIRA unter deutscher Besatzung gegründet als deutsches Propagandaradio für den unbesetzten Süden Frankreichs, ab 1945 in Eigentümerschaft des französischen Staates (repräsentiert durch die Nachfolgegesellschaft SOFIRAD) und des Fürstentums Monaco | Fontbonne, Monaco                                   |